# Dominikanermarkt Danzig
Der Dominikanermarkt (polnisch Jarmark św. Dominika) in Danzig gilt als eine der größten Freiluftveranstaltungen in Europa. 

## Geschichte
Der Markt entstand 1260, als Papst Alexander IV. dem Dominikanerkloster Danzig das Privileg gewährte, dass alle, die die Klosterkirche am Dominikusfest (6. August einschließlich Vorabend) besuchen und beichten, einen Ablass gewinnen können. Der Markt fand zunächst auf dem Dominikanerplatz vor dem Kloster statt. 1473 wurde er auf den damals noch außerhalb der Stadtmauern gelegenen Kohlenmarkt verlegt, der seitdem auch Dominiksplan hieß. Bis 1939 wurde er dort und in den angrenzenden Straßen abgehalten.
Infolge der ethnischen Umwälzung der Stadt 1945–46 geriet die Tradition in Vergessenheit, wurde jedoch 1972 wiederbelebt.